# Berättelsen om Narnia: Häxan och lejonet
Berättelsen om Narnia: Häxan och lejonet (engelska: The Chronicles of Narnia: The Lion, the Witch and Wardrobe) är en brittisk-amerikansk fantasyfilm från 2005 i regi av Andrew Adamson. Filmen är baserad på C.S. Lewis bok Häxan och lejonet. Den hade svensk premiär den 21 december 2005. Filmen belönades med en Oscar för bästa smink vid Oscarsgalan 2006.

## Handling
Andra världskriget rasar och filmens fyra huvudpersoner, de fyra syskonen Pevensie, Peter, Susan, Edmund och Lucy, flyr från sitt hem i London till sin avlägsna släkting Professor Kirkes storslagna hem på landet. När de leker kurragömma gömmer sig Lucy i en garderob som visar sig vara förtrollad, och hon hamnar i det förtrollade landet Narnia där djur kan tala och där det endast är vinter.

## Om filmen
Filmen är producerad av Walt Disney Pictures. Weta Workshop designade de olika varelserna och vapnen i filmen.
Den belönades med en Oscar för bästa smink.

## Rollista i urval
| Figur                     | Skådespelare        | Svensk röst           |
| ------------------------- | ------------------- | --------------------- |
| Peter Pevensie            | William Moseley     | Lucas Krüger          |
| Peter Pevensie som vuxen  | Noah Huntley        | Kim Sulocki           |
| Susan Pevensie            | Anna Popplewell     | Annika Barklund       |
| Susan Pevensie som vuxen  | Sophie Winkleman    |                       |
| Edmund Pevensie           | Skandar Keynes      | Hugo Paulsson         |
| Edmund Pevensie som vuxen | Mark Wells          | Magnus Roosmann       |
| Lucy Pevensie             | Georgie Henley      | Amelie Eiding         |
| Lucy Pevensie som vuxen   | Rachael Henley      |                       |
| Aslan                     | Liam Neeson         | Felix Engström        |
| Vita häxan                | Tilda Swinton       | Marie Richardson      |
| Herr Tumnus               | James McAvoy        | Aksel Morisse         |
| Herr Bäver                | Ray Winstone        | Göran Forsmark        |
| Fru Bäver                 | Dawn French         | Lena Strömdahl        |
| Ginarrbrik                | Kiran Shah          | Andreas Nilsson       |
| Professor Digory Kirke    | Jim Broadbent       | Gustav Levin          |
| Fru Macready              | Elizabeth Hawthorne | Lena-Pia Bernhardsson |
| Jultomten                 | James Cosmo         | Stig Engström         |
| Maugrim                   | Michael Madsen      |                       |
| General Oreius            | Patrick Kake        | Jan Åström            |
| General Otmin             | Shane Rangi         |                       |
| Tågvakt                   | Morris Cupton       |                       |
| Helen Pevensie            | Judy McIntosh       |                       |
| Herr räv                  | Rupert Everett      | Steve Kratz           |
| Phillip                   | Philip Steuer       | Andreas Nilsson       |
| Radiopratare              | Douglas Gresham     |                       |

## Skillnader mellan filmen och boken
Filmen bygger på C.S. Lewis bok Häxan och lejonet och ligger ganska nära bokens handling med några mindre skillnader. Filmen öppnar med en bombräd emot London som etablerar en konflikt mellan Peter och Edmund tidigt i filmen, vilken enbart är skapad för filmen. I boken beskrivs slutstriden mellan den Vita Häxans armé och Aslans trogna som att den utspelar sig vid ett vadställe, men i filmen så har Aslans trogna förskansat sig i en ravin. Filmen innehåller också två helt nya karaktärer, minotauren Othmin som är general för Vita Häxans armé, och en räv. 
I boken nämns det vid flera tillfällen att minotaurer tjänar den Vita Häxan, men dessa är endast bakgrundsfigurer. Räven i filmen lägger till en helt ny bihandling, där en räv misstros som en av den Vita Häxans trogna, bara för att han är en räv. I filmen ges också den dvärg som tjänar Vita Häxan ett namn, Ginarrbrik, medan han i boken var namnlös. Filmskaparna valde att ge honom ett namn för att expandera filmernas övergripande mytologi. 
I boken Caspian, prins av Narnia förekommer en dvärg vid namn Nikabrik. Filmskaparna tänkte att Ginarrbrik skulle vara en anfader till Nikabrik och därför fick ett liknande namn. När sedan Berättelsen om Narnia: Prins Caspian filmatiserades fick Warwick Davis, som gestaltade Nikabrik, bära samma ring som Kiran Shah bar när han spelade Ginarrbrik. På klädskåpet som barnen klättrar in i så täljde man bilder av scener ur Min morbror trollkarlen.